# Юхново (Черниговская область)
Юхново (укр. Юхнове) — село в Новгород-Северском районе Черниговской области Украины. Население — 275 человек. Занимает площадь 0,65 км².
Почтовый индекс: 16062. Телефонный код: +380 4658.
От села получила на звание юхновская археологическая культура железного века (V век до н. э. — II век до н. э.).

## Власть
Орган местного самоуправления — Горбовский сельский совет. Почтовый адрес: 16062, Черниговская обл., Новгород-Северский р-н, с. Горбово, ул. Школьная, 25.